# Allan Cuthbertson
Allan Darling Cuthbertson, född 7 april 1920 i Perth, Western Australia, död 8 februari 1988 i London, var en australisk-brittisk skådespelare.

## Rollista i urval
- 1956 – Anastasia
- 1957 – Vi sitter i sjön
- 1958 – Brott och skratt
- 1958 – En iskall i Alexandria
- 1958 – Montys dubbelgångare
- 1959 – Plats på toppen
- 1961 – Kanonerna på Navarone
- 1962 – Den vilda ladyn
- 1962 – Det fördolda
- 1962 – En död söker sin mördare
- 1962 – Otillbörligt närmande
- 1963 – Musen på månen
- 1965 – Att leva på toppen
- 1965 – På främmande mark
- 1966 – Skuggan av en jätte
- 1969 – Kapten Nemo - härskare under haven
- 1971 – Snobbar som jobbar (TV-serie)
- 1971 – The Goodies (TV-serie)
- 1975 – Pang i bygget (TV-serie)
- 1980 – Agenten som pratade för mycket
- 1980 – Spegeln sprack från kant till kant
- 1980 – Havets vargar
- 1985 – 13 vid bordet